# Hugh Alessandroni
Hugh Vincenzo Alessandroni (New York, 15 gennaio 1908 – Little Silver, 31 marzo 1989) è stato uno schermidore statunitense, vincitore di una medaglia di bronzo nella scherma ai giochi olimpici.